# Greatest Love Songs Vol. 666
Greatest Love Songs Vol. 666 (Найвеличніші пісні про кохання, видання 666) - перший студійний альбом фінського рок-гурту HIM, продюсером якого виступив Хійлі Хійлесмаа. Альбом містить 9 треків, проте для підтримання тематики числа 666, після дев'ятого треку розміщено ще 57 треків, при чому музика присутня лише на останньому (66-му). Також альбом триває 66 хвилин і 6 секунд, а його вага становить 666 мегабайтів.

## Оригінальний трекліст
| #  | Назва                                                                                | Тривалість |
| -- | ------------------------------------------------------------------------------------ | ---------- |
| 1. | «For You (Intro) / Для тебе»                                                         | 4:00       |
| 2. | «Your Sweet Six Six Six / Твої солодкі 6 6 6»                                        | 4:11       |
| 3. | «Wicked Game / Зла гра (кавер-версія Кріса Айзека»                                   | 3:54       |
| 4. | «The Heartless / Безсердечний»                                                       | 4:01       |
| 5. | «Our Diabolikal Rapture / Наш диявольський екстаз»                                   | 5:20       |
| 6. | «It's All Tears (Drown in This Love) / Це все сльози (втопити в цій любові)»         | 3:42       |
| 7. | «When Love and Death Embrace / Коли любов і смерть обіймаються»                      | 6:08       |
| 8. | «The Beginning of the End / Початок кінця»                                           | 4:07       |
| 9. | «(Don't Fear) The Reaper / (Не бійся) Жнець (кавер-версія гурту "Blue Öyster Cult")» | 6:23       |